# Estación de Ramón y Cajal
Ramón y Cajal es un apeadero ferroviario situado en el municipio español de Madrid, ubicado en las inmediaciones del Hospital Universitario Ramón y Cajal. Cuenta con servicios de Media Distancia y de las líneas C-7 y C-8 de Cercanías Madrid. 
Las instalaciones se encuentran situadas en el barrio de Valverde del distrito de Fuencarral-El Pardo. En esta estación pueden parar los trenes de las series 450, 446 y 447, y desde junio de 2009, los nuevos trenes Civia al haberse adaptado los andenes para tal fin, pues estos trenes circulan por la línea C-3a que, desde septiembre de 2011, finaliza en la estación de El Escorial. La adaptación ha consistido solamente en la elevación del andén dirección El Escorial mediante la instalación de una tarima de madera. A fecha 2019, esta se encuentra cuarteada y parcheada con placas de chapa metálica muy resbaladizas. Por esto y por el deterioro general que ha sufrido, la estación se encuentra en reforma en estas mismas fechas.
Su tarifa corresponde a la zona A según el Consorcio Regional de Transportes.

## Situación ferroviaria
La estación se encuentra situada en el punto kilométrico 2,5 de la línea férrea de ancho ibérico entre Madrid y Hendaya.

## Accesos
Vestíbulo Ramón y Cajal
- Hospital  C/ San Modesto, 50. Para Hospital Universitario Ramón y Cajal
- Polígono Industrial  C/ La Estrada, 10 A (esquina C/ Francisco Sancha). Apeadero

Dentro de la estación, bajando por unas escaleras y recorriendo un pasillo en el vestíbulo del acceso Hospital se puede acceder a la zona Derecha del edificio principal del hospital. En concreto, deja frente a las Consultas Externas de Oncología Médica.

## Líneas y conexiones

### Media Distancia
Los trenes regionales de Renfe unen la estación con Madrid, Ávila y Segovia.
| Línea | Trenes   | Origen  | Destino       |
| ----- | -------- | ------- | ------------- |
| 51    | Regional | Ávila   | Madrid-Atocha |
| 53    | Regional | Segovia | Madrid-Atocha |

### Cercanías
| procedencia/destino                             | < estación                 | línea | estación > | destino/procedencia |
| ----------------------------------------------- | -------------------------- | ----- | ---------- | ------------------- |
| Príncipe Pío                                    | Mirasierra - Paco de Lucía |       | Chamartín  | Alcalá de Henares   |
| Cercedilla                                      | Mirasierra - Paco de Lucía |       | Chamartín  | Guadalajara         |
| Santa María de la Alameda-PeguerinosEl Escorial | Mirasierra - Paco de Lucía |       | Chamartín  | Guadalajara         |

### Autobuses
| Diurnos |                   |                             |
| Línea   | Destino           | Parada                      |
| 125     | Mar de Cristal    | 3270 HOSPITAL RAMÓN Y CAJAL |
| 135     | Plaza de Castilla | 3270 HOSPITAL RAMÓN Y CAJAL |
| 165     | Alsacia           | 3270 HOSPITAL RAMÓN Y CAJAL |
| 166     | Barajas           | 3270 HOSPITAL RAMÓN Y CAJAL |

## Galería de exteriores

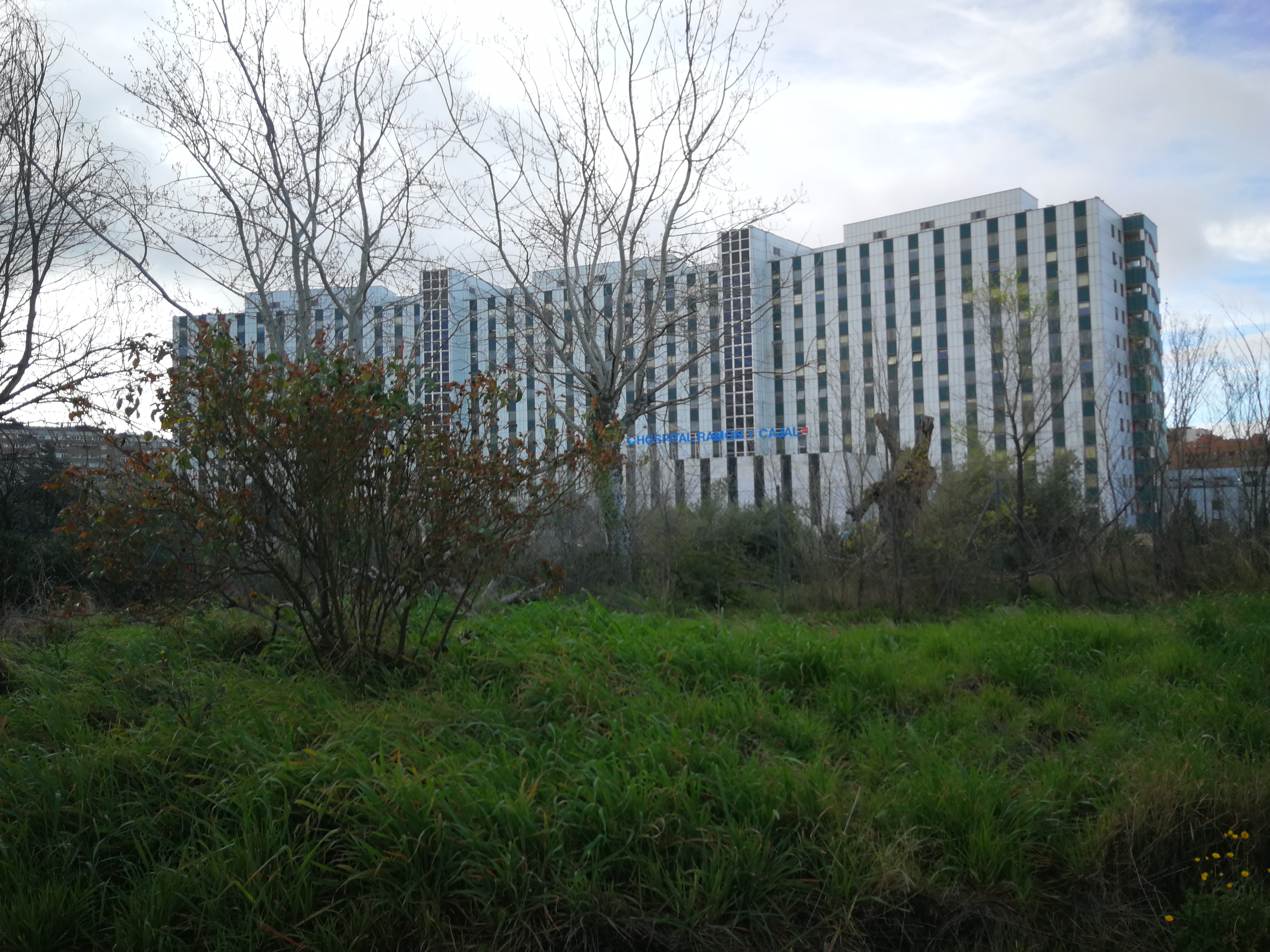
Hospital Universitario Ramón y Cajal, vista desde Central Lechera CLESA Madrid.
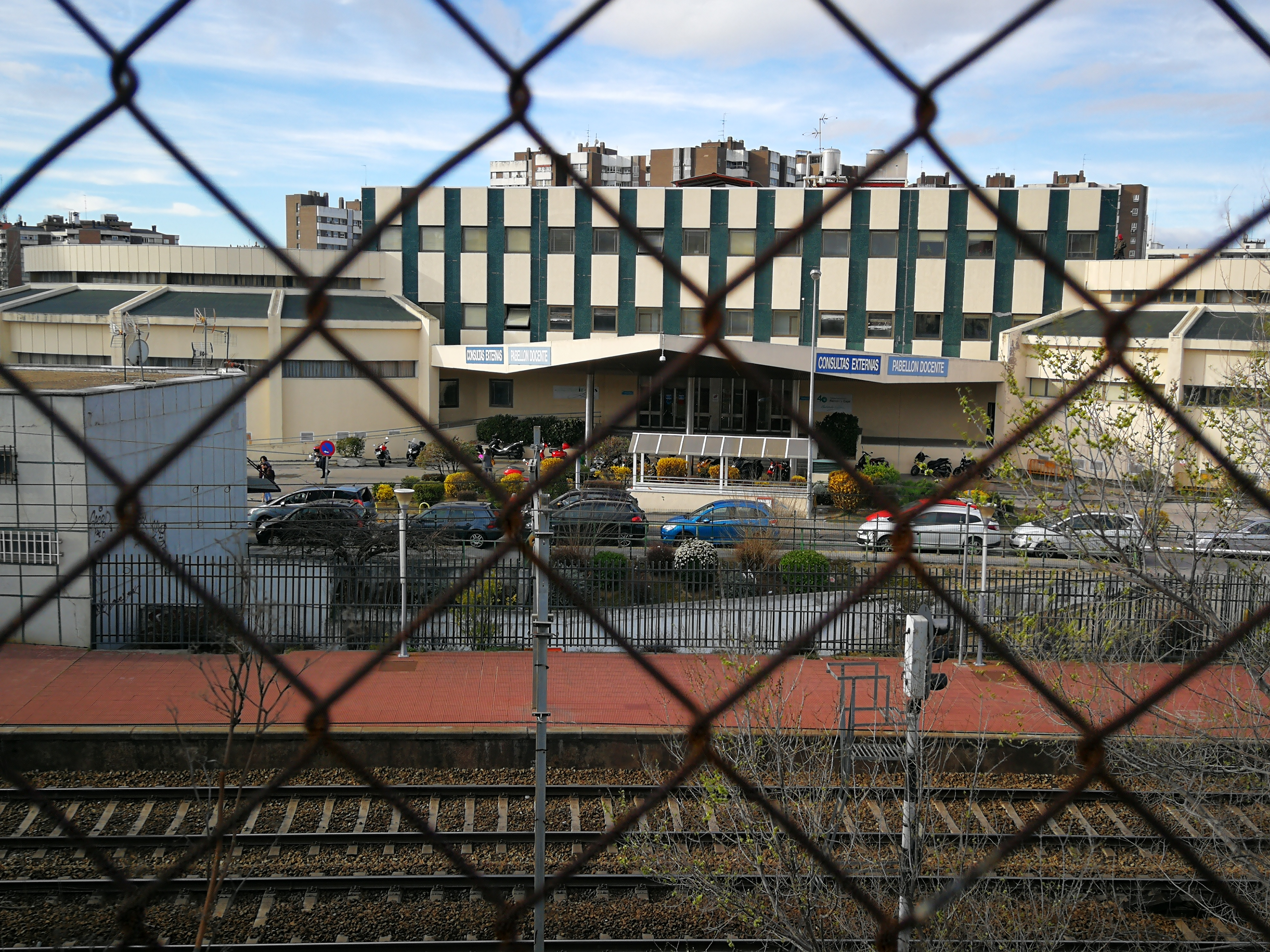
Hospital Universitario Ramón y Cajal, vista desde Central Lechera CLESA Madrid.
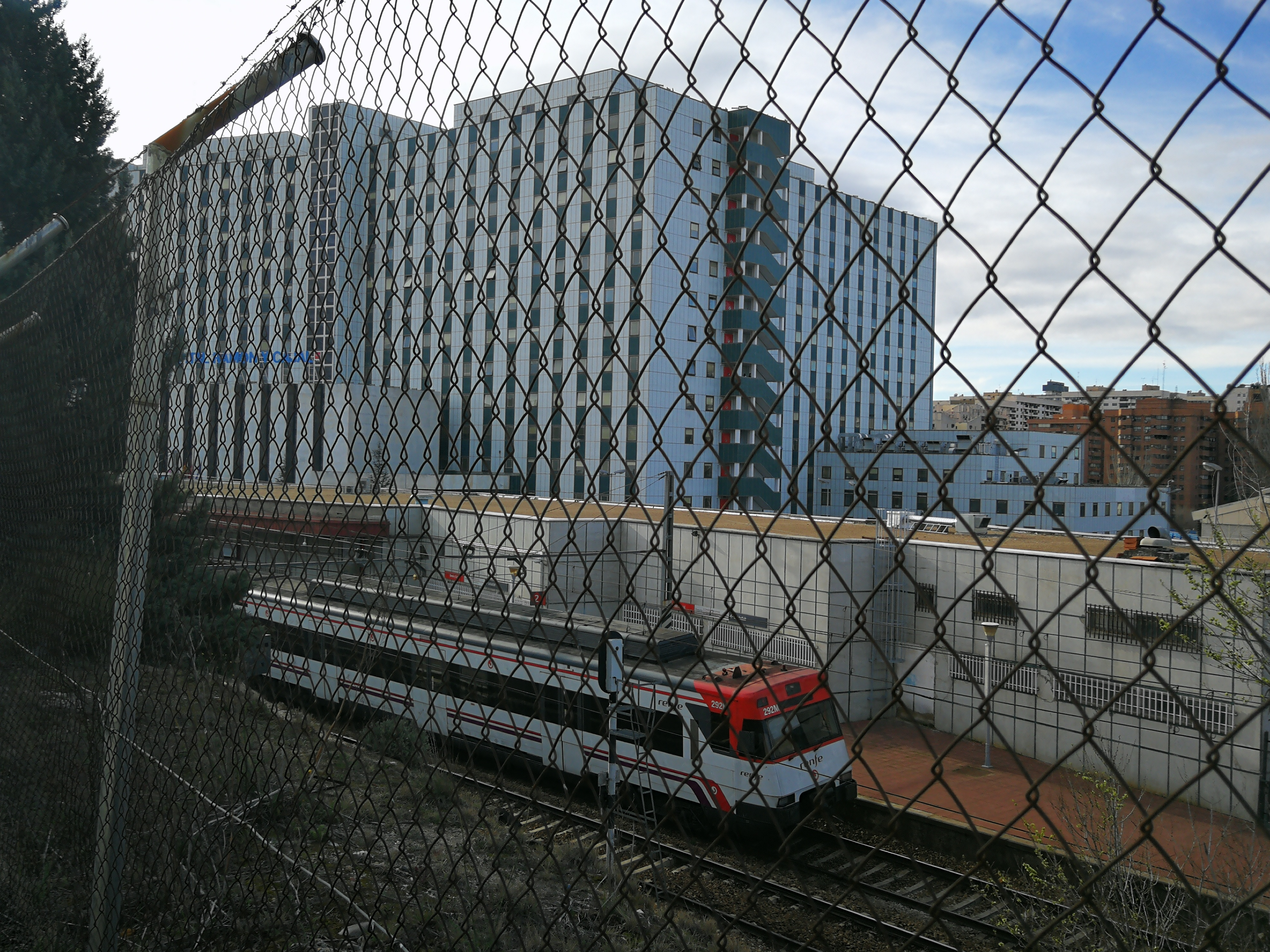
Hospital Universitario Ramón y Cajal, vista desde Central Lechera CLESA Madrid. Estación Ramón y Cajal
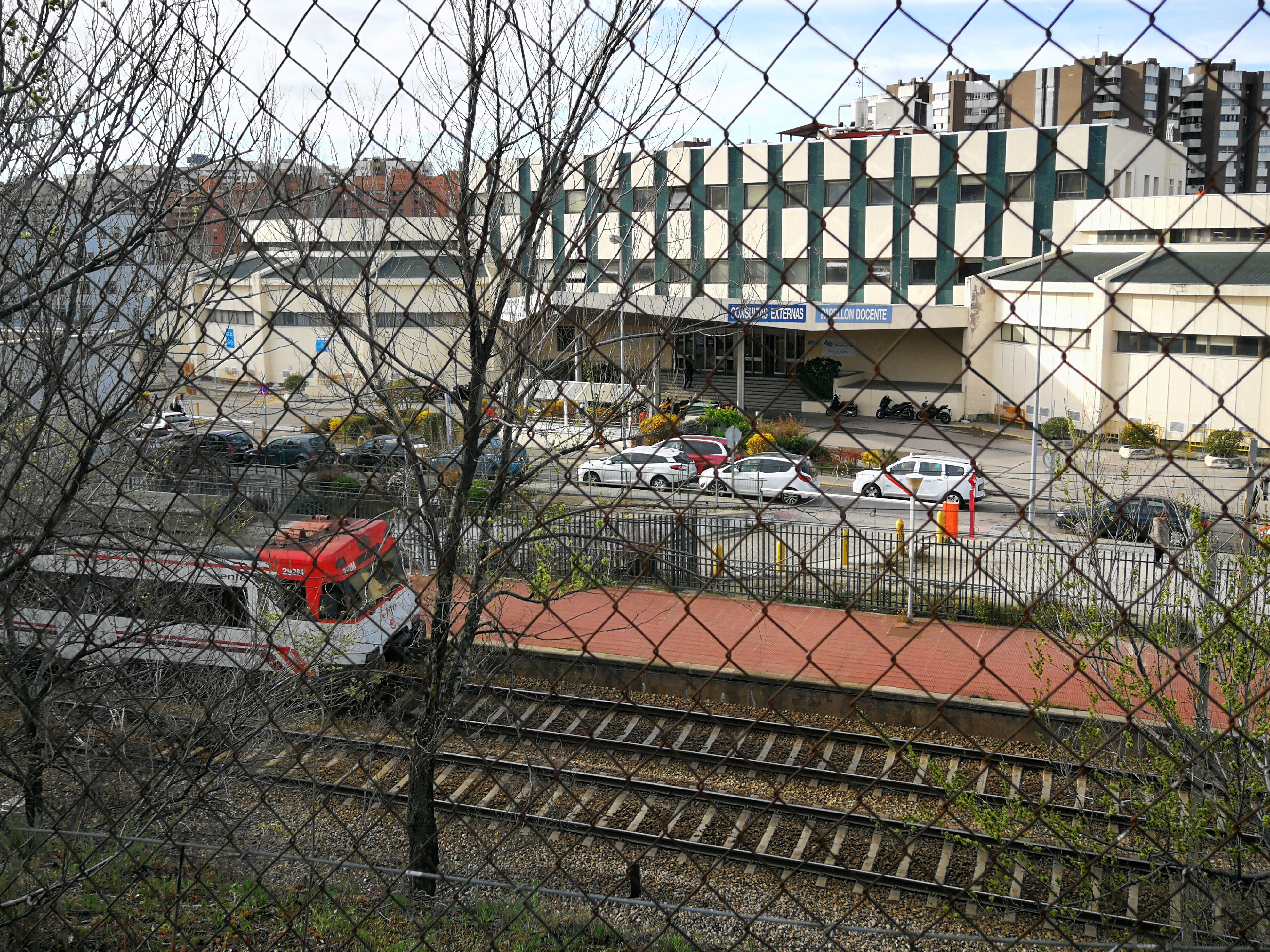
Hospital Universitario Ramón y Cajal, vista desde Central Lechera CLESA Madrid. Estación Ramón y Cajal (Cercanías Madrid)
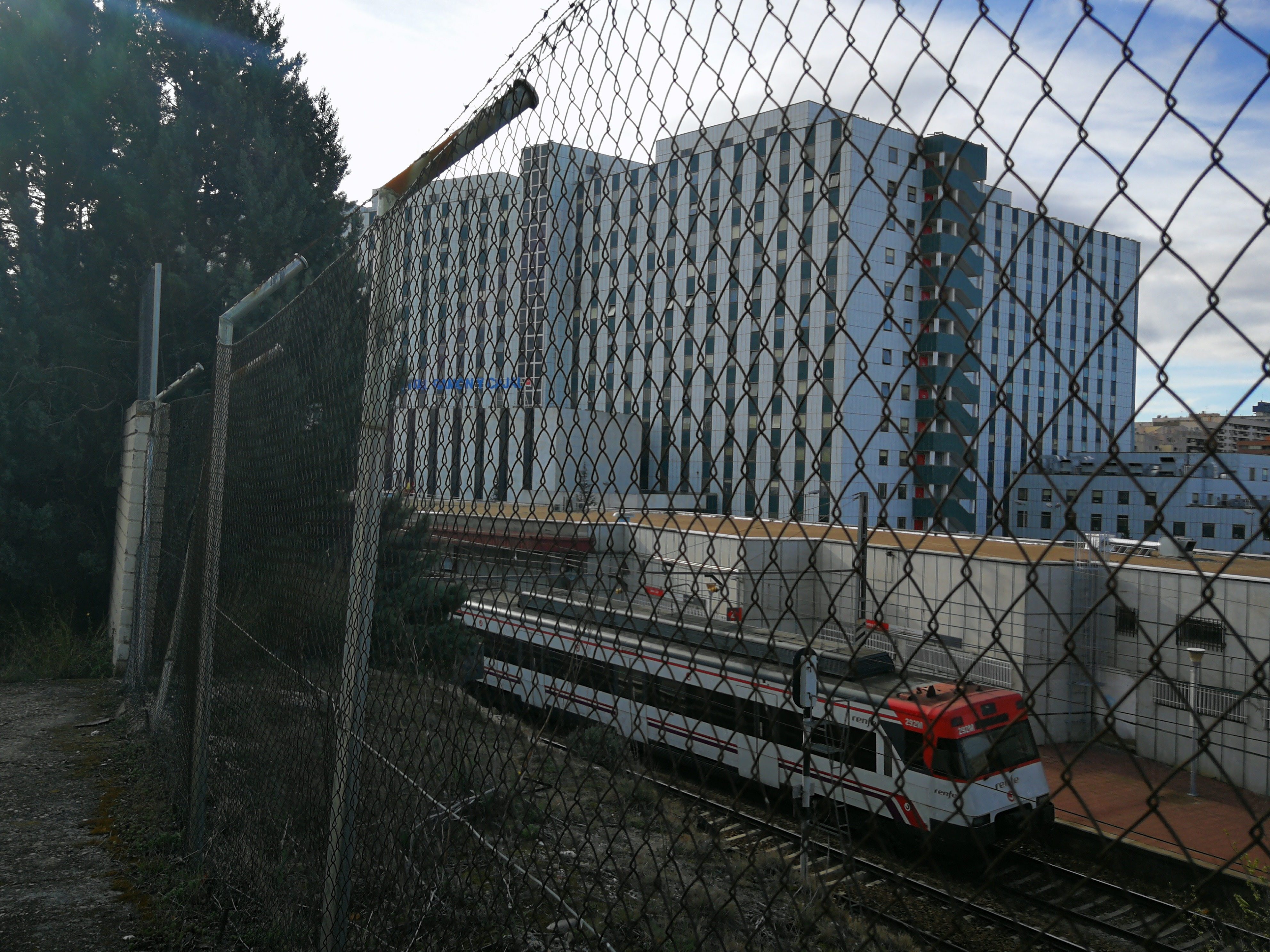
Hospital Universitario Ramón y Cajal, vista desde Central Lechera CLESA Madrid. Estación Ramón y Cajal
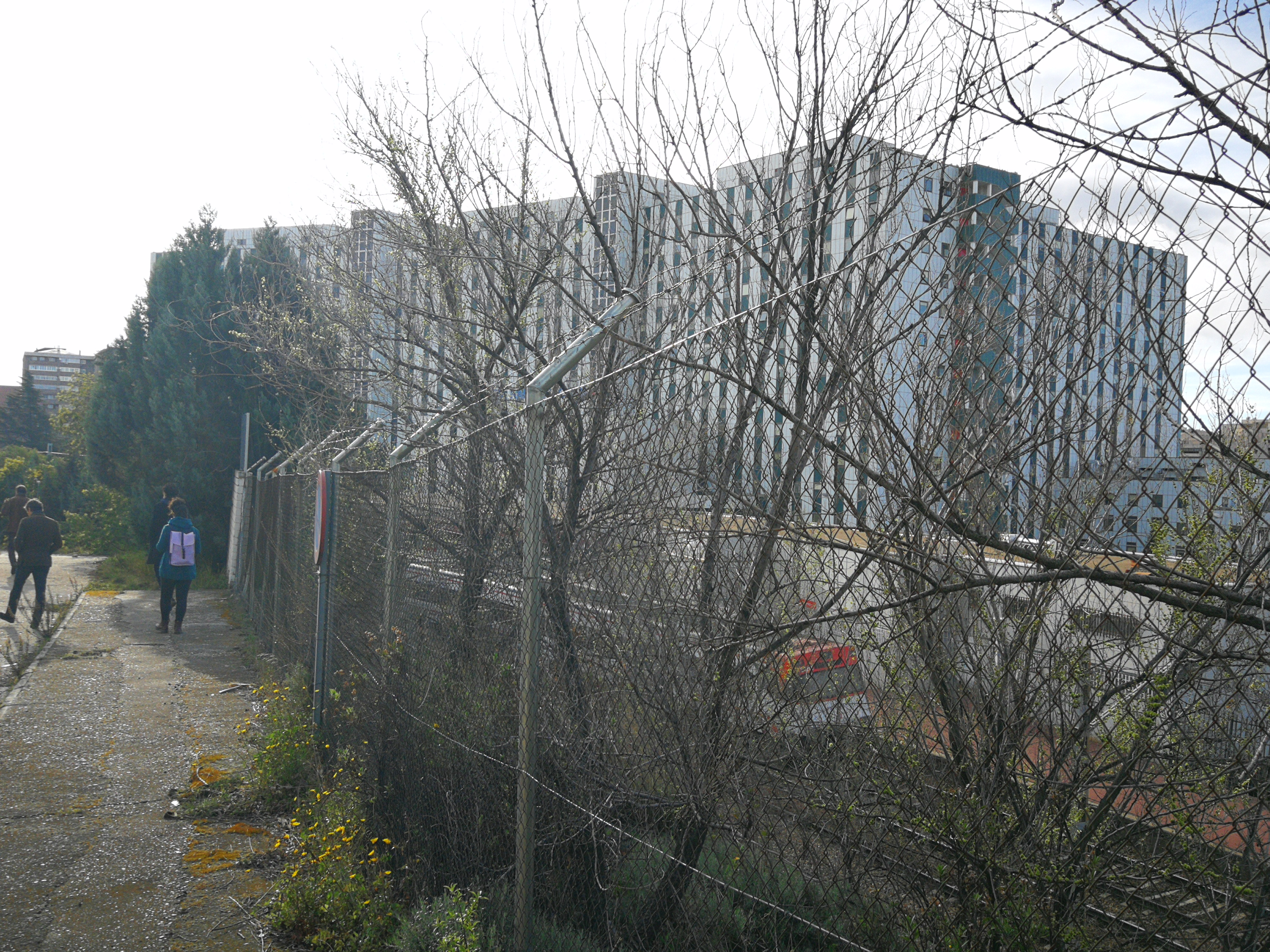
Hospital Universitario Ramón y Cajal, vista desde Central Lechera CLESA Madrid. Estación Ramón y Cajal (Cercanías Madrid)